# تجمع بدو نشم (المحفد)

تعديل مصدري - تعديل

تجمع بدو نشم هو "تجمع بدوي" في  عزلة المحفد بمديرية المحفد التابعة لمحافظة أبين، بلغ تعداد سكانها 117 نسمة حسب تعداد اليمن لعام 2004.